# Antti Rinne

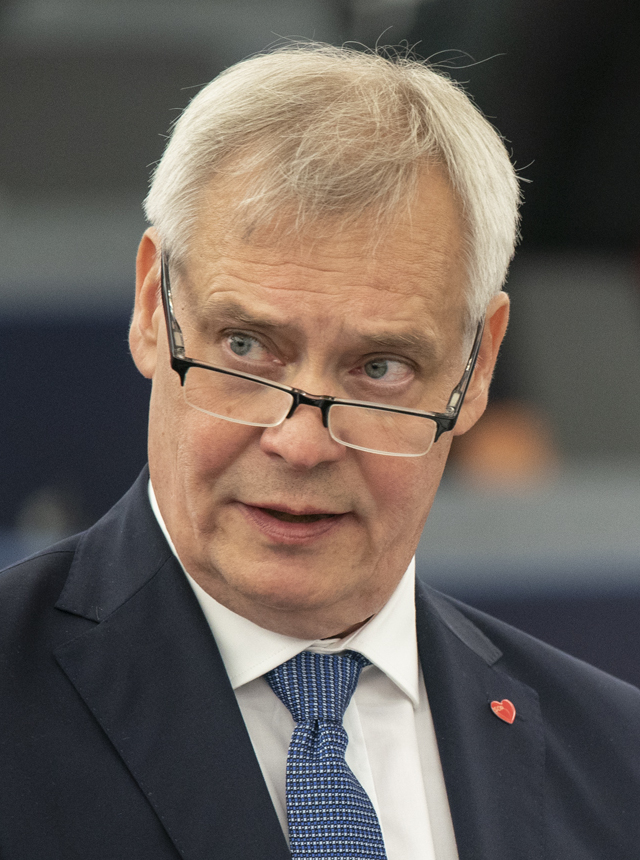
Antti Rinne (2019)

Antti Juhani Rinne (* 3. November 1962 in Helsinki) ist ein finnischer Gewerkschafter und Politiker. Vom 6. Juni 2019 bis zum 10. Dezember 2019 war er Ministerpräsident der Republik Finnland. Er ist Mitglied der Sozialdemokratischen Partei Finnlands (SDP), deren Vorsitzender er von 2014 bis 2020 auch war. Rinne gehört seit 2015 dem finnischen Parlament Eduskunta an.
Zwischen 2002 und 2005 führte er die Gewerkschaft der im Dienstleistungsbereich Angestellten ERTO. Von 2005 bis 2010 und danach bis 2014 war er Vorsitzender der Gewerkschaften Toimihenkilöunioni und Ammattiliitto Pro.
Rinne war von Juni 2014 bis Mai 2015 Finanzminister, zunächst im Kabinett Katainen und später im Kabinett Stubb. Bei der Parlamentswahl 2015 wurde er Abgeordneter. Seit 2013 ist er darüber hinaus Mitglied des Stadtrats von Mäntsälä. Bei der Parlamentswahl 2019 wurde die SDP mit Rinne als Spitzenkandidat stärkste Kraft. Im Juni 2019 wurde Rinne daraufhin zum 66. Ministerpräsidenten der Republik Finnland gewählt. Am 3. Dezember 2019 reichte er seinen Rücktritt von diesem Amt ein. Am 10. Dezember 2019 wurde Sanna Marin zu seiner Nachfolgerin als Ministerpräsidentin gewählt, ohne dass es dadurch zu einem Koalitionsbruch kam.

## Kindheit und Jugend
Rinnes Eltern arbeiteten beide als Anwälte. Sein Vater, Juhani Rinne, war außerdem Kommunalpolitiker und Bürgermeister von Lohja. In seiner Kindheit spielte Rinne nach eigenen Angaben Klarinette. Die Familie lebte zunächst in Loviisa, zog später dann wegen der Arbeit des Vaters nach Hyvinkää. Rinne gab später an, dass der Umzug für ihn wegen des Schulwechsels eine Herausforderung gewesen sei.
Nach dem Abitur 1980 arbeitete Rinne zunächst in einem Sägewerk und als Fahrer. Anschließend arbeitete er zwei Jahre als Schauspieler und war außerdem für den Schauspieler Veikko Sinisalo tätig. 1985 begann Rinne Rechtswissenschaften an der Universität Helsinki zu studieren und erhielt seinen Abschluss 1987 – nach nur eineinhalb Jahren Studienzeit.

## Gewerkschafter
Ab 1987 arbeitete Rinne als Rechtsanwalt in Mäntsälä und war unter anderem für die Automobil- und Transportarbeitergewerkschaft AKT tätig. 1996 musste Rinne das Amt des AKT-Anwalts niederlegen und seine berufliche Laufbahn wurde jahrelang unterbrochen. Suomen Kuvalehti erklärte 2005, dass Rinne zurücktreten musste, weil er zweimal dieselbe Geschäftsreise in Rechnung gestellt habe. Nach Angaben von Rinne handelte es sich um Fahrlässigkeit und eine Summe von rund 1.000 FIM. Der damalige AKT-Präsident Kauko Lehikoinen behauptete allerdings, dass es sich um 10.000 FIM gehandelt habe. In einem Interview mit Helsingin Sanomat im Mai 2014 sagte Lehikoinen, dass er später herausgefunden habe, dass die Vorwürfe gegen Rinne erfunden seien.
Im Mai 2002 wurde Rinne zum Vorsitzenden der Gewerkschaft der im Dienstleistungsbereich Angestellten ERTO gewählt. Während der Amtszeit Rinnes stieg die Mitgliederzahl und im Jahr 2005 zählte die Gewerkschaft rund 30.000 Mitglieder. Im Dezember 2010 wurde er zum Vorsitzenden der Gewerkschaft Ammattiliitto Pro gewählt. Im November 2012 wurde er in diesem Amt bestätigt.

### Finnlands berühmtester Gewerkschafter
Rinne gilt als der bekannteste finnische Gewerkschaftsführer, der oft mit Streik drohte und sich bewusst einen Ruf als „Arbeitsmarktführer“ aufbaute. Als Vorsitzender von ERTO galt Rinne bei vielen als „Schande“, auch im Mitgliedsrat gab es immer Widerstände gegen ihn. Laut Rinne sei seine Härte größtenteils ein von den Medien geschaffenes Bild.
Im Jahr 2007 verurteilten hochrangige Beamte der Gewerkschaft YTN Rinnes Reden als „aggressiv“ und warfen ihm vor, systematisch zu versuchen, Personal abzubauen. Laut YTN untergrübe Rinne auch die Zusammenarbeit mit den Lohnempfängern.
Im Februar 2009 kritisierte die Finanzaufsichtsbehörde Rinne, nachdem er während eines Telefongesprächs vertrauliche Informationen enthüllt haben soll, die von Gewerkschaftsführern über die Schließung der Papierfabriken eine Stunde vor dem Versand der Börsenfreigabe gemeldet wurden.

## Politik
Am 9. Mai 2014 setzte sich Rinne, der dem linken Flügel der Partei zugerechnet wird, bei der Wahl um den Vorsitz der SDP mit 257 zu 243 Stimmen gegen die Amtsinhaberin Jutta Urpilainen durch. Am 6. Juni 2014 folgte er Urpilainen auch als Finanzminister und stellvertretender Ministerpräsident Finnlands. Er gehörte in dieser Zeit dem Kabinett Katainen und dem folgenden Kabinett Stubb an.
Nach dem schlechten Abschneiden der Sozialdemokraten bei der Parlamentswahl am 19. April 2015 entschlossen sie sich, dem neugebildeten Kabinett des Zentrumsvorsitzenden Juha Sipilä nicht anzugehören; Rinne schied somit am 29. Mai 2015 aus der finnischen Regierung aus und wurde Oppositionsführer im finnischen Parlament.
Nach der Parlamentswahl 2019, bei der die Sozialdemokraten stärkste Partei wurden, wurde Rinne Regierungschef. Seinem Kabinett gehörten Politiker der Sozialdemokraten, des Zentrums, der Grünen, des Linksbündnisses und der Schwedischen Volkspartei an.
Nachdem sich Rinne anlässlich eines Streiks bei der halbstaatlichen finnischen Post hinter die Forderungen der Arbeitnehmer gestellt hatte, entzog ihm die mitregierende Zentrumspartei das Vertrauen. Er reichte daraufhin am 3. Dezember 2019 seinen Rücktritt und den der gesamten Regierung ein. Staatspräsident Sauli Niinistö bat ihn, geschäftsführend bis zur Wahl eines Nachfolgers im Amt zu bleiben. Am 10. Dezember 2019 wurde Sanna Marin zur Ministerpräsidentin gewählt.
Vom 24. April bis zum 5. Juni 2019 war Rinne Präsident und vom 11. Dezember 2019 bis zum 16. Dezember 2020 erster Vizepräsident des finnischen Parlaments.